# Gliese 667 Cf

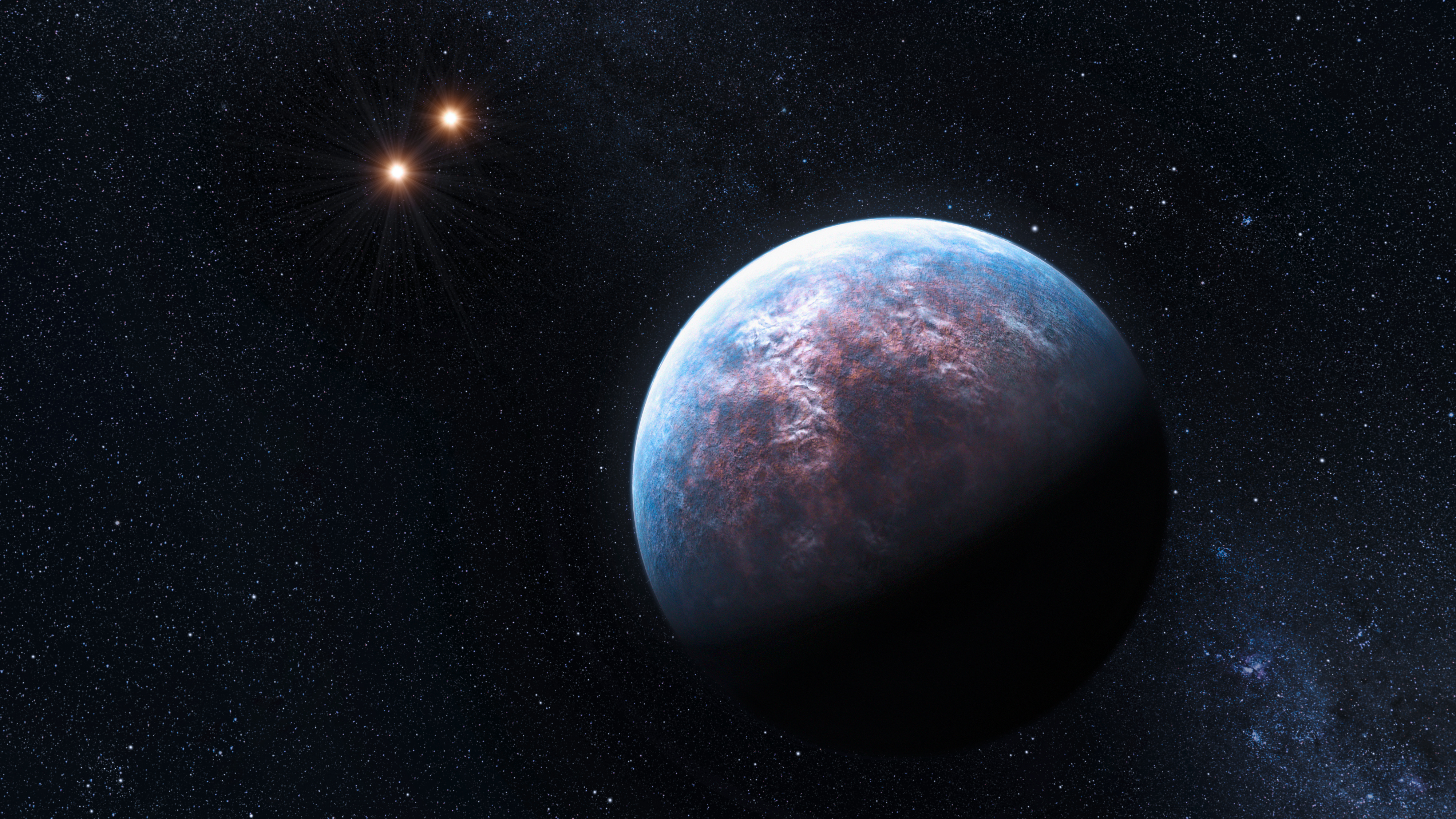
Gliese 667 Cf em órbita.

Gliese 667 Cf é um planeta extrassolar que orbita em torno da estrela Gliese 667 C, que é um membro do sistema estelar triplo Gliese 667 localizado a uma distância de 22,7 anos-luz (6,97 pc) a partir da Terra, nas proximidades da constelação de Scorpius. É um pouco menos maciço do que Gliese 667 Cc. A análise de estabilidade orbital indica que não pode ser mais do dobro da sua massa mínima. Ele é uma superterra que está localizado no meio da zona habitável do sistema estelar. Embora Gliese 667 Cf receba menos de 60% da luz das estrelas visíveis em relação à Terra, ele recebe mais radiação infravermelha que a Terra. Com base no cálculo da temperatura do corpo negro, a quantidade total de luz absorvida é maior.[carece de fontes?]

## Características físicas e habitabilidade
Gliese 677 Cf é uma superterra com uma massa de aproximadamente 2,70 vezes a massa da Terra e seu raio é 1,4 vezes ao raio da Terra. De acordo com essas estimativas, era o menor planeta confirmado possivelmente habitável encontrado até a data de sua descoberta. Gliese 667 Cf está na zona habitável de sua estrela Gliese 667 C, com um período orbital sideral de cerca de 39 dias. O planeta tem uma similaridade com a Terra de 77% (Marte é de 64%). Supondo que ele tenha a mesma densidade atmosférica que a Terra, a temperatura média seria de -14 °C mais fria do que a da Terra com 15 °C.